# آدم كليمر
آدم كليمر (بالإنجليزية: Adam Clymer)‏‏ (27 أبريل 1937 - 10 سبتمبر 2018) هو صحفي أمريكي، وكان مراسلًا سياسيًا غزيرَ الإنتاج لنيويورك تايمز.

## روابط خارجية
- آدم كليمر على موقع إن إن دي بي (الإنجليزية)